# 科尼夫
49°34′38″N 22°57′36″E / 49.57722°N 22.96000°E
科尼夫（烏克蘭語：Конів），是烏克蘭西部的村莊，隸屬利維夫州的桑比爾區。該村面積2.9平方公里，海拔高度309米，2001年人口543，人口密度每平方公里188.8人。